# Vera Maslennikova
Vera Nikolaevna Maslennikova (1926 — 2000) foi uma matemática russa.